# Jendouba
Jendouba (àrab: جندوبة, Jandūba) és una ciutat del nord-oest de Tunísia, capital de la governació homònima. Es troba propera al riu Medjerda en una plana fèrtil. Forma una municipalitat de 43.997 habitants.

## Nom
Fins al 30 d'abril de 1966 la ciutat i la governació es van dir Souk al-Arba.

## Economia
La seva activitat econòmica és eminentment agrícola. El turisme, a causa de la proximitat de Bul·la Règia, hi és encara incipient.
Té estació de ferrocarril, de la línia que va de Tunis fins a Algèria (la frontera és a 50 km).

## Administració
És el centre de la municipalitat o baladiyya homònima, amb codi geogràfic 22 11 (ISO 3166-2:TN-12), dividida en dues circumscripcions o dàïres:
- Jendouba (22 11 11)
- El Hédi Ben Hassine (22 11 12)

Al mateix temps, està repartida entre dues delegacions o mutamadiyyes, Jendouba Sud (22 51) i Jenbouba Nord (22 52), al seu torn dividides en dotze i deu sectors o imades, respectivament.

## Personatges il·lustres
- Chokri Belaïd (1964 – 2013), advocat i polític.
- Salah Mejri, jugador de bàsquet.